# Lannavaara
Lannavaara (samiska: Láttevárri) är en ort i Vittangi distrikt (Jukkasjärvi socken) i Kiruna kommun. Lannavaara klassades som småort av SCB mellan 1990 och 2015, men vid 2015 års småortsavgränsning uppfyllde Lannavaara inte de krav som SCB då ställde på en småort. Vid avgränsningen 2020 klassades bebyggelsen åter som småort.
Det finns järnmalmsfyndigheter några kilometer från Lannavaara, och det har funnits planer på att starta gruvor där.
Vid småortsavgränsningen 2010 utgjorde andelen obebodda fritidshusfastigheter i småorten mer än 30 procent av samtliga fastigheter.

## Etymologi
Byn kallades i slutet av 1800-talet för Lantavaara (svenska: Gödselberget) då invånarna i Nedre Soppero hade åkrar i Lannavaara och förde hit gödsel.

## Historia
Orten grundades omkring 1870 av kronolänsmannen Ragnar Laestadius.
I Lannavaara byggde Lapska missionens vänner en minneskyrka över prinsessan Eugénie, med namnet Lannavaara minneskyrka, som stod färdig och invigdes 1934.

### Befolkningsutveckling
| Befolkningsutvecklingen i Lannavaara 1960–2010                                   | Befolkningsutvecklingen i Lannavaara 1960–2010 | Befolkningsutvecklingen i Lannavaara 1960–2010 | Befolkningsutvecklingen i Lannavaara 1960–2010 | Befolkningsutvecklingen i Lannavaara 1960–2010 |
| -------------------------------------------------------------------------------- | ---------------------------------------------- | ---------------------------------------------- | ---------------------------------------------- | ---------------------------------------------- |
|                                                                                  |                                                |                                                |                                                |                                                |
| År                                                                               |                                                |                                                | Folkmängd                                      | Areal (ha)                                     |
| 1960                                                                             | 1960                                           |                                                | 153                                            | ¤                                              |
| 1990                                                                             | 1990                                           |                                                | 100                                            | 52#                                            |
| 1995                                                                             | 1995                                           |                                                | 102                                            | 59#                                            |
| 2000                                                                             | 2000                                           |                                                | 87                                             | 59#                                            |
| 2005                                                                             | 2005                                           |                                                | 92                                             | 55#                                            |
| 2010                                                                             | 2010                                           |                                                | 79                                             | 55#                                            |
| Anm.: Ej småort 2015. ¤ Som tätortsbebyggelse med 150-199 invånare # Som småort. |                                                |                                                |                                                |                                                |

På grund av förändrat dataunderlag hos Statistiska centralbyrån så är småortsavgränsningarna 1990 och 1995 inte jämförbara. Befolkningen den 31 december 1990 var 103 invånare inom det område som småorten omfattade 1995. I augusti 2020 fanns det enligt Ratsit 85 personer över 16 år registrerade med Lannavaara som adress.

## Samhället

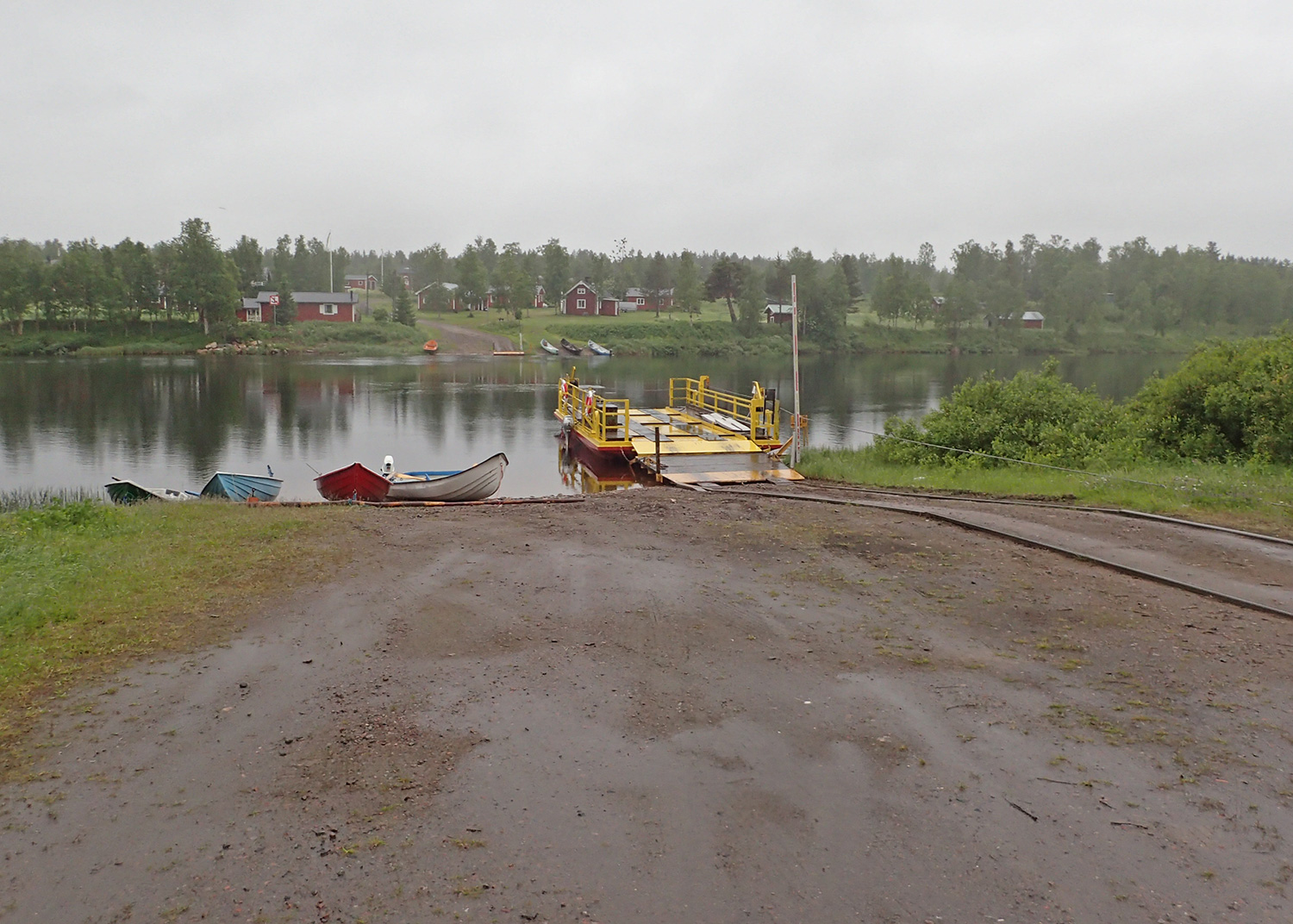
Färja över Lainioälven i Lannavaara.

I samhället låg en Konsumbutik (Coop Nära). Konsumbutiken stängdes i april 2015 på grund av dålig lönsamhet. Istället öppnade en lokal mataffär på samma plats.
I Lannavaara finns företaget Kristallen AB som bedriver utbildning inom ädelstenar och guldsmide. Luleå tekniska universitet har förlagt sin ädelstensteknikutbildning till Kristallens lokaler i Lannavaara.
Turismverksamhet bedrivs bland annat inom jakt och fiske samt även med jultomtar. Även guldvaskning lockar turister och lycksökare till markerna kring Lannavaara.
I Lannavaara finns också det katolska Sankt Josefs Kloster där den kvinnliga kommuniteten Marias Lamm bor och verkar.